# Hamilton (Teksas)
Hamilton je grad u američkoj saveznoj državi Teksas. Prema popisu stanovništva iz 2010. u njemu je živjelo 3.095 stanovnika.